# Castagniééé
Castagniééé est une maison d'édition fondée en 2001[réf. nécessaire] à Vevey (Suisse) qui publie des ouvrages d'art, de bande dessinée et de littérature. Elle a cessé ses activités en 2013.

## Auteurs publiés
- Krum,
- Christophe Badoux
- Sambal Oelek
- David Delcloque
- Erling Mandelmann
- Maga,
- Macbe,
- Stefan Ansermet,
- Jérôme Akinora,
- Jon Ferguson,
- Gossip,
- Patrick Moser,
- Frédéric Vallotton,
- Pierre Yves Lador,
- Alain Freudiger,
- Rodolphe Petit,
- René Burri